# Estadio del Club Al-Orobah
Estadio del club Al-Orobah ( Arabic ملعب نادي العروبة بسكاك ) es un estadio multiusos en Sakakah, Arabia Saudita . Actualmente se utiliza principalmente para partidos de fútbol.
Es el estadio del equipo local el Al-Orobah y tiene una capacidad para 7.000 espectadores. El estadio también es utilizado como estadio local por equipos de la provincia de Al-Jawf, incluidos Al-Entelaq y Al-Jandal .